# Geertje Roelinga-de Groot
Geertje Roelinga-de Groot (Wijnjeterp, 29 juni 1887 – Heerenveen, 14 augustus 1997) was vanaf 15 juli 1996 de oudste inwoner van Nederland, na het overlijden van Cornelia Hendrikse-Maas. Zij heeft deze titel 1 jaar en 30 dagen gedragen.
Roelinga-de Groot overleed op de leeftijd van 110 jaar en 46 dagen. Haar opvolgster als oudste Nederlander was Catharina van Dam-Groeneveld, die het Nederlandse leeftijdsrecord zou breken en als eerste de 112 en 113 haalde.